# 高岡警察署 (富山県)
高岡警察署（たかおかけいさつしょ）は、富山県警察が管轄する警察署のひとつである。識別章所属表示はTAである。

## 所在地
- 富山県高岡市あわら町1番5号[2]

## 管轄区域
- 高岡市の一部（牧野地区を除く）

## 沿革
- 1875年8月 - 高岡に警察掛出張所を設置[3]。
- 1898年12月7日 - 高岡市大字御馬出町102番地に移転[4]。
- 1948年3月7日 - 自治体警察を設置[5]。
- 1965年12月 - 旧庁舎裏にて新庁舎の建設に着手[6]。
- 1966年
  - 11月10日 - 完成した新庁舎（鉄筋コンクリート地下1階地上4階建、延床面積2,618m2）と車庫など付属建物（延床面積600m2）の内部が一般公開される[6]。
  - 11月14日 - 新庁舎にて業務開始[6]。
  - 12月7日 - 新庁舎の完成祝賀会[7]。
- 1982年10月30日 - 新館が竣工[8]。
- 2006年4月1日 - 市町村合併に伴う警察署の管轄区域の再編が実施された。小矢部警察署の管轄だった旧福岡町の全域は高岡警察署の管轄に編入されたが、長らく旧新湊警察署の管轄だった牧野地区については、引き続き射水警察署の管轄である。
- 2024年7月1日：氷見警察署とのブロック運用（高岡エリア）が導入され、署長、副署長、次長を除く警察官による2署兼務体制に移行[9]。

## 内部組織
県下No.2の警察署とあって警視正が署長に就いていたが、2010年3月末より、本部首席参事官経験者の警視が署長に就くようになり、格下げとなった（逆にこれまで警視が就任していた本部生活安全部長のポストに警視正を充てた）。
- 署長（階級は警視たる警察官）
- 副署長（階級は警視たる警察官）
- 管理官（管理官は警察行政職員、会計課長事務取扱）
- 地域交通官（階級は警視たる警察官）
- 刑事生活安全官（階級は警視たる警察官）

以下順不同
- 警務課 - 警務係、県民相談係
- 留置管理課 - 留置管理係
- 警備課 - 警備係
- 生活安全課 - 生活安全総務係、人身安全係、捜査係
- 刑事第一課 - 刑事総務係、取調・手口係、盗犯総括係、盗犯係、強行犯総括係、強行犯係、鑑識係
- 刑事第二課 - 刑事総務係、知能犯係、組織犯罪対策係
- 地域課 - 地域総務係、通信司令係、自動車警ら係
- 交通課 - 企画係、規制係、指導係、事故捜査係
- 会計課 - 会計係

計9課体制

## 幹部交番
- 伏木幹部交番（高岡市伏木古府1丁目10-8）[10]

## 交番
- 高岡駅前交番（高岡市下関町6-1）
- 志貴野交番（高岡市熊野町3-20）
- 御馬出交番（高岡市御馬出町101-4）
- 南星交番（高岡市木津1076-1） - 2021年4月に新設[11]。
- 横田交番（高岡市千石町2-8）
- 新高岡駅前交番（高岡市下黒田3008）
- 戸出交番（高岡市戸出2丁目1-40）
- 能町交番（高岡市能町722-3）
- 野村交番（高岡市野村826-4）
- 高岡西交番（高岡市内島242-3）
- 福岡町交番（高岡市福岡町下蓑新374-1）

### 廃止された交番
- 清水交番（高岡市蓮美町） - 佐野警察官駐在所と統合して南星交番を開所[11]

## 警察官駐在所
- 守山警察官駐在所（高岡市須田167-1）
- 国吉警察官駐在所（高岡市佐加野756-1）
- 太田警察官駐在所（高岡市太田1748）
- 中田警察官駐在所（高岡市下麻生1073）
- 西五位警察官駐在所（高岡市福岡町土屋667-1）

### 廃止された警察官駐在所
- 佐野警察官駐在所（高岡市佐野） - 清水交番と統合して南星交番を開所[11]

## 不祥事
2012年11月、留置管理係長の警部補が、覚醒剤事件の捜査情報を知人に漏らしたとして地方公務員法（守秘義務）違反で逮捕され、本部警務部付となる（2013年3月懲戒免職。他に当時の警察本部長、署長、副署長が警察庁長官訓戒処分）。この警部補は12月、2010年4月に富山市内で会社役員夫婦が夫婦の自宅ビルで殺された殺人・放火事件の被疑者として再逮捕された。のち2013年7月、現住建造物放火と殺人に関しては物証が得られず、嫌疑不十分で不起訴処分。
2016年7月23日、青信号で交差点に進入した車の運転手２人に対し、信号無視したと言いがかりを付け交通切符を交付した。運転手が証拠となるドライブレコーダーの映像を確認しようとしたが、「確認したところで違反は変わらない」と巡査部長(30)は取り合わず、交通切符の交付を強行した。２時間後、運転手がドライブレコーダーの映像を高岡警察署に持ち込んだことで誤交付が発覚した。